# 嶋田じゅん
嶋田 じゅん（しまだ じゅん、本名: 島田純。1948年9月26日 - ）は、日本の女性モデル、タレントである。1970年のミス・ユニバース日本代表を務め、世界大会で第4位に入賞した。

## 経歴・人物
1948年9月26日、アメリカ人の父と日本人の母の間に生まれる。
1968年、『週刊文春』の表紙モデルを務める。

### ミス・ユニバース
1970年5月2日、大阪の万国博会場で開催された大会「ザ・ビューティー・ページェント・イン・ジャパン」に東京代表として出場。優勝しミス・ユニバース日本代表となる。
6月19日に開催された「万国博の女王選出大会」にも出場したが、同大会では無冠に終わる。
7月にアメリカのマイアミビーチで開催された第19回ミス・ユニバース世界大会ではセミファイナルからファイナルに進出、第4位を獲得したほか、『ベスト水着賞』にも選ばれている。島田はショートヘアで大会に出場したが、当時のミス・ユニバース出場者としては世界的にも珍しいことであった。

### タレント活動
ジャニーズ事務所に入所。同事務所としては飯野矢住代に次ぐ2人目の女性タレントであった。
雑誌のグラビアを飾ったり、日本テレビ『ゲバゲバ一座のちょんまげ90分』や、フォーリーブスのミュージカル『生きていくのは僕たちだ！』などに出演した。

### 私生活
1977年8月26日に、フォーリーブスの青山孝（離婚後に「青山孝史」と改名）と結婚。ロサンゼルスで挙式。披露宴は東京で開かれ、その模様は当時フジテレビでも放送された（司会は徳光和夫）。青山との間には2児をもうけたが1996年に離婚。
1982年8月4日、長男・城下一正が生まれる。彼は後に「KAZU」名義でギタリストとして活動。